# Recht auf Leben
Das Recht auf Leben ist ein Grundrecht gemäß Artikel 2 des Grundgesetzes für die Bundesrepublik Deutschland. Art. 2 Abs. 2 GG lautet:
Ein solches Grundrecht ist in der deutschen Verfassungsgeschichte ohne Vorbild. Der Parlamentarische Rat nahm es auf Vorschlag einiger evangelischer Landeskirchen und unter dem Eindruck der systematischen staatlichen Tötungen während der Zeit des Nationalsozialismus (Konzentrationslager) in den Grundrechtskatalog auf. Zur Bedeutung des Lebens führte das Bundesverfassungsgericht aus, es sei „die vitale Basis der Menschenwürde und die Voraussetzung aller anderen Grundrechte“.

## Schutzbereich
Der Schutzbereich diese Grundrechts ist wie folgt gestaltet:

### Persönlicher Schutzbereich
Träger des Rechts ist jeder Mensch. Adressat (Verpflichteter) ist primär alle deutsche staatliche Gewalt (Art. 1 Abs. 3 GG).
Es ist umstritten, ab wann werdendes Leben Träger des Grundrechts ist (→ Beginn des Menschseins). Eine frühe Anerkennung des Rechts auf Leben stellt der Zeitpunkt der Einnistung der befruchteten menschlichen Eizelle (Nidation) dar. Es gibt Bemühungen, um auch die In-vitro-Fertilisation, bei der (noch) keine Einnistung stattfand, zu erfassen, um bereits eine befruchtete menschliche Eizelle als Träger des Grundrechts auf Leben zu verstehen. Im Gegensatz dazu will beispielsweise eine Mindermeinung im Anschluss an § 1 BGB erst ab Vollendung der Geburt Grundrechtsträgerschaft annehmen, da es zuvor an der notwendigen Rechtsfähigkeit mangelte. Das Bundesverfassungsgericht hat diesen Streit dahinstehen lassen:

„Die Pflicht des Staates, jedes menschliche Leben zu schützen, läßt sich deshalb bereits unmittelbar aus Art. 2 Abs. 2 Satz 1 GG ableiten. […] Hingegen braucht die im vorliegenden Verfahren wie auch in der Rechtsprechung und im wissenschaftlichen Schrifttum umstrittene Frage nicht entschieden zu werden, ob der nasciturus selbst Grundrechtsträger ist oder aber wegen mangelnder Rechts- und Grundrechtsfähigkeit ‚nur‘ von den objektiven Normen der Verfassung in seinem Recht auf Leben geschützt wird.“

Bedeutung hat diese Frage insbesondere hinsichtlich der Zulässigkeit von Präimplantationsdiagnostik, therapeutischen Klonens, des Schwangerschaftsabbruchs und der Substitutionstherapie von opioidabhängigen Schwangeren.
Die Grundrechtsträgerschaft endet mit dem Tod, was bzgl. des Hirntodes ebenfalls umstritten ist, aber von der herrschenden Auffassung angenommen wird.
Juristische Personen sind gem. Art. 19 Abs. 3 GG nicht Träger des Grundrechts, weil Leben nur Menschen (natürlichen Personen) zukommt, das Grundrecht also seinem Wesen nach nur auf diese anwendbar ist.

### Sachlicher Schutzbereich
Das Recht auf Leben schützt als subjektives Abwehrrecht den Grundrechtsträger gegen Verletzungen seines Lebens durch den Staat (status negativus). Erst in zweiter Linie folgen daraus Schutzpflichten, die den Staat nicht nur verpflichten, Eingriffe zu unterlassen, sondern aktiv tätig zu werden (Strafrecht, Gefahrenabwehrrecht usw.).
Umstritten war jedoch die Frage, ob sich aus dem Recht auf Leben auch ein Recht auf dessen Gegenteil, auf den Tod ergibt. Das Bundesverfassungsgericht leitete 2020 ein entsprechendes Recht auf selbstbestimmtes Sterben zwar nicht aus dem Recht auf Leben, aber dennoch aus den Grundrechten, nämlich aus dem allgemeinen Persönlichkeitsrecht ab:
„Das Recht des zur freien Selbstbestimmung und Eigenverantwortung fähigen Menschen, sich das Leben zu nehmen, ist vom Gewährleistungsgehalt des allgemeinen Persönlichkeitsrechts (Art. 2 Abs. 1 i.V.m. Art. 1 Abs. 1 GG) umfasst.“
Argumente für ein Recht auf Tod bzw. ein Recht auf das Leben zu verzichten ergeben sich zum Beispiel aus der generellen Struktur der Freiheitsrechte. Für andere Freiheitsrechte ist anerkannt, dass auch deren Nichtausübung oder deren Verzicht möglich sind.
So kann zum Beispiel niemand gezwungen werden einem Verein (Art. 9 GG) beizutreten, eine Versammlung (Art. 8 GG) zu besuchen oder eine Ehe (Art. 6 GG) einzugehen. Auch für das Recht auf körperliche Unversehrtheit aus Art. 2 Abs. 2 Alt. 2 GG ist unbestritten, dass darauf verzichtet werden kann, zum Beispiel bei Operationen, Boxkämpfen etc. Ein weiteres Argument ist, dass das Recht auf Leben keine Lebenspflicht enthält. Der Träger des Grundrechtes ist nicht verpflichtet unter allen denkbaren Umständen sein Leben zu schützen, so ist der freiverantwortliche Suizid schon seit Einführung des Strafgesetzbuchs 1871 straffrei. Gegenteilige Auffassungen hielten dem entgegen, dass das Recht auf Leben die vitale Basis der Menschenwürde darstellt und Voraussetzung für alle anderen Grundrechte ist. Der Verzicht auf das Leben ist des Weiteren im Vergleich zu anderen Grundrechten irreversibel.
Geschützt ist als Ausfluss des Allgemeinen Persönlichkeitsrechts auch das Recht, andere über sein Leben verfügen zu lassen, aktive Sterbehilfe. Laut Bundesverfassungsgericht gilt: „Der Grundrechtsschutz erstreckt sich auch auf die Freiheit, hierfür bei Dritten Hilfe zu suchen und sie, soweit sie angeboten wird, in Anspruch zu nehmen“. Der Europäische Gerichtshof für Menschenrechte (EGMR) war 2002 noch anderer Meinung bzgl. Art. 2 der Europäischen Menschenrechtskonvention.

## Eingriff und Schranken
Aus dem Wortlaut von Art. 2 Abs. 2 Satz 3 GG („In diese Rechte [!] darf nur auf Grund eines Gesetzes eingegriffen werden.“) folgt, dass auch in das Recht auf Leben mit gesetzlicher Grundlage (Gesetzesvorbehalt) eingegriffen werden kann. Solche einschränkenden Gesetze sind die Polizeigesetze der Länder (finaler Rettungsschuss), hier wird zwar das Leben des Betroffenen beendet, er wird aber nicht nur als Mittel zum Zweck gebraucht, sondern genau so, wie er es sich selbst zuzuschreiben hat.
Das Leben ist notwendige (und hinreichende) Bedingung für die Menschenwürde – ein Toter kann nicht mehr Träger dieses Grundrechts sein. Die Menschenwürde ist aber nicht einschränkbar („unantastbar“, Art. 1 Abs. 1 GG). Aus diesem scheinbaren Widerspruch ergibt sich, dass das Grundgesetz davon ausgeht, dass nicht jede Beendigung des Lebens gleichzeitig ein Eingriff in die Menschenwürde ist. Es scheitert also nicht jede Einschränkung des Rechts auf Leben an der unbeschränkbaren Menschenwürde.
Da jede Beschränkung des Rechts auf Leben notwendigerweise dessen völlige Aufhebung – Tod – darstellt, könnte jeder Einschränkung die Wesensgehaltsgarantie des Art. 19 Abs. 2 GG entgegenstehen. Indes stellt diese „Schranken-Schranke“ nicht individuell auf den konkreten Fall ab, sondern institutionell auf das Grundrecht als solches. Demnach sind Einschränkungen des Rechts auf Leben denkbar, die zwar das Recht eines Einzelnen beschränken, das Grundrecht als solches aber nicht im Wesensgehalt antasten.
Der in seiner Verfassungsmäßigkeit umstrittene § 14 Abs. 3 Luftsicherheitsgesetz alter Fassung, welches den Abschuss von gekaperten Passagierflugzeugen mit tatunbeteiligten Passagieren unter bestimmten Umständen erlaubte, wurde vom Bundesverfassungsgericht für verfassungswidrig erklärt, weil es sowohl das Recht auf Leben als auch die Menschenwürde verletze. Das Urteil enthält die Dogmatik, die bereits bei der Entstehung des Grundgesetzes maßgebend war: Ein Menschenleben steht auch über einer konkreten Gefahr für ein anderes Menschenleben und darf nicht als bloßes Mittel (Anknüpfung zu Art. 1 GG) zur Neutralisierung der Gefahr gesehen werden.
Als Höchstwert der Verfassung ist eine Einschränkung des Rechts auf Leben nur in Extremfällen, wenn sie verhältnismäßig ist, verfassungsgemäß (Übermaßverbot). Erforderlich ist stets die Nennung des Grundrechts (Zitiergebot), zum Beispiel § 21 LuftSiG: „Die Grundrechte auf Leben […] werden nach Maßgabe dieses Gesetzes eingeschränkt.“ Spezielle Schranken-Schranke ist Art. 102 GG („Die Todesstrafe ist abgeschafft.“), der eine Einschränkung des Rechts auf Leben als Strafe (Todesstrafe) verbietet.